# カルロス・アルベルト・ゴンサルヴェス
カルロス・アルベルト・ゴンサルヴェス（Carlos Alberto Gonçalves、1974年6月25日 - ）は、ブラジル・サンパウロ州出身のサッカー指導者。

## 来歴
1993年から1995年にかけてブラジル国内の州クラブでの選手経歴を持つ。
2000年に来日し、日本で10年間にわたり大学生からジュニアユース世代までを指導。2011年はモンテディオ山形の通訳を務め、2012年からは湘南ベルマーレへ移り、通訳兼アシスタントコーチに就任した。

## 所属クラブ
- 1993年 - 1994年  ウニオン・バンデイランテFC（ポルトガル語版）
- 1994年 - 1995年  ECウニオン・スザノ（ポルトガル語版）

## 指導歴
- 2000年 - 2005年  日本文理大学サッカー部 コーチ
- 2006年 - 2010年  KFC-Jy コーチ
- 2006年 - 2009年  静岡県立袋井高等学校サッカー部 コーチ
- 2006年 - 2010年  静岡県立浜松湖東高等学校サッカー部 コーチ
- 2011年  モンテディオ山形 通訳
- 2012年 - 2014年  湘南ベルマーレ 通訳兼アシスタントコーチ
- 2018 - 2020年  いわきFC ヘッドコーチ
- 2025年 -  ノースアジア大学サッカー部 ヘッドコーチ